# Arco da Vila
O Arco da Vila é um monumento na cidade de Faro, na região do Algarve, em Portugal. Foi inaugurado em 1812, por ordem do Bispo D. Francisco Gomes do Avelar, tendo sido construído sobre uma das portas medievais do centro histórico de Faro. Um dos principais vestígios desta entrada primitiva é uma porta em arco de ferradura, situada no interior do Arco. Sobre o Arco da Vila encontra-se Ermida de Nossa Senhora do Ó.
Está classificado como Monumento Nacional desde 1910, sendo considerado como um dos símbolos da cidade de Faro.

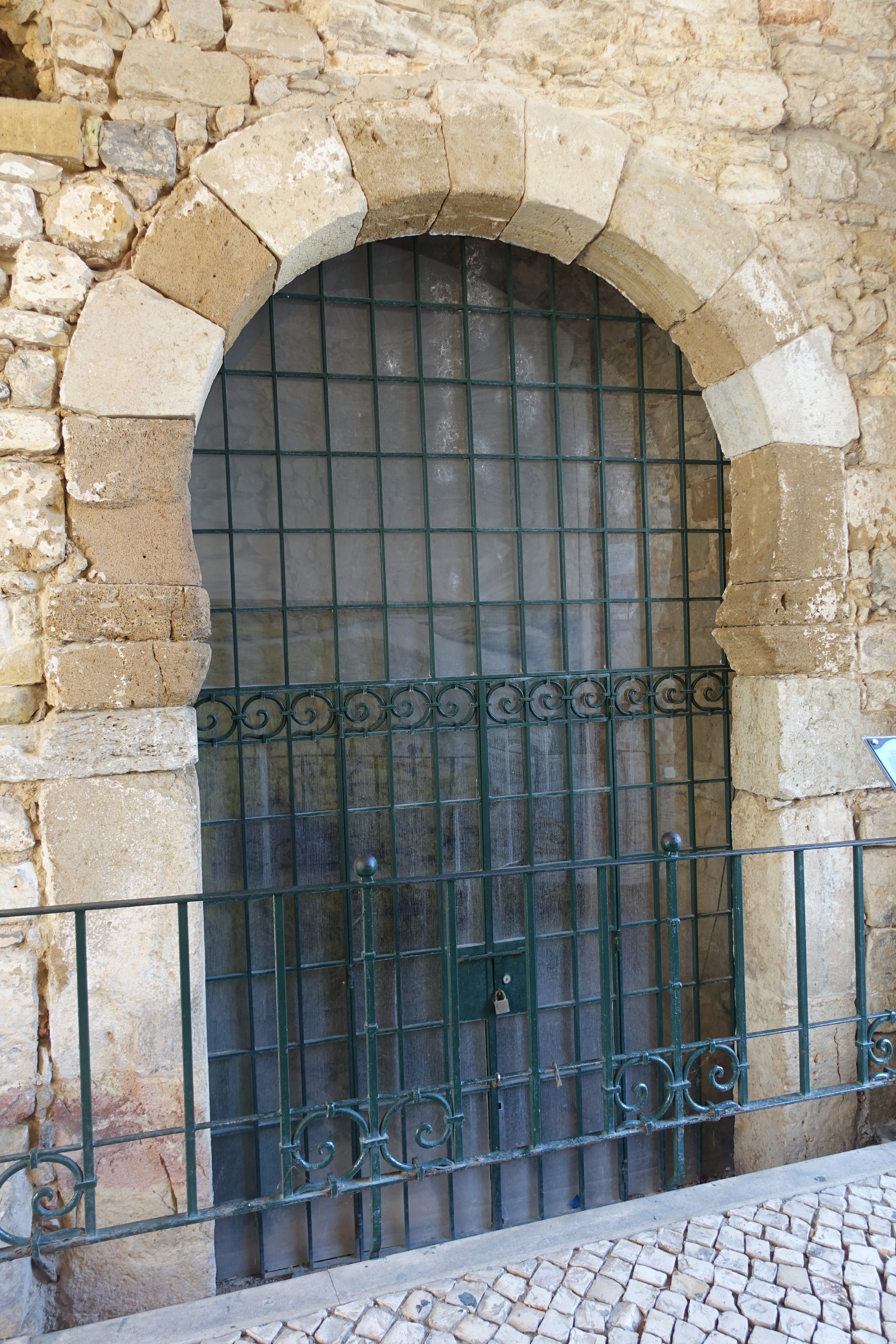
Portal islâmico no interior do Arco da Vila

## Descrição

### Arco
Situa-se junto à Praça D. Francisco Gomes e da Rua do Município, em Faro. Consiste num notável arco triunfal de colunas jónicas a suportar a arquitrave, do qual se eleva um nicho coroado de frontão triangular. Neste nicho encontra-se uma estátua de São Tomás de Aquino em mármore, que foi fabricada na Itália por encomenda de D. Francisco do Avelar.
Segundo um artigo publicado no jornal O Algarve em 1917 sobre a influência de Dom Francisco Gomes do Avelar sobre a arquitectura religiosa da região, o monumento é descrito desta forma: «Ao meio, o portico de arco pleno emoldurado por duas colunas da ordem jónica em seus pedestais; os fustes são lisos de marmore cinzento. Sobre os capiteis corre o epistilio, sobre o qual descança um nicho com a imagem de S. Tomas de marmore branco; o nicho de semi-cupula é ornado por pilastas compositas com seu frontão. Dum lado e doutro do nicho, ornamentação de esferas, este portico padeceu evidentemente da influencia da linda portada da Misericordia que lhe fica proxima. [...] O monumento finge assentar sobre sobre um envasamento de silharia sobre o qual crescem quatro pilastras dóricas do mesmo lavor que sustenta o friso que segue toda a fachada. Entre cada duas pilastas, lateralmente, janelas; as superiores, sacadas e com seus dintéis ordenados de frontão; sob as janelas inferiores molduras circundam inscrições latinas já fustres. Por sobre a carnija de uma e outra banda corre uma balustrada de marmore, com quatro acrotérios ornados de agulhas e urnas com grinaldas. Ao meio, eleva-se o frontão principal de lados curvos, sobrepujado por uma lindissima sineira toda de silharia, ornada de pilastras jónicas e rematada pelo frontão classico, com uma cruz de ferro.
No interior encontra-se um corredor com abóbada em tijolo, e na parede lateral Norte situa-se uma entrada mais antiga, formando assim um cotovelo. Esta porta é em arco de ferradura, no estilo islâmico, e tem 4,23 m de altura e 2,36 m de largura, tendo sido construída usando pequenos silhares, formando assim um conjunto de aduelas com tons alternados, muito semelhantes aos elementos omíadas, principalmente os da cidade de Córdova durante o período califal.
É considerado como um dos principais exemplos das influências neoclassicistas na região do Algarve, e um dos símbolos da cidade de Faro.

### Ermida da Nossa Senhora do Ó
O conjunto do Arco da Vila inclui uma ermida dedicada a Nossa Senhora do Ó, igualmente conhecida como de Nossa Senhora D’ Entre Ambalas Águas. Está situada sobre o lanço de muralha onde se implanta o arco, no caminho de ronda.

## História

### Antecedentes
O Arco da Vila foi edificado no local de uma das portas das muralhas, que se erguia pelo menos desde a época islâmica, de acordo com os vestígios encontrados no local. Com efeito, a porta islâmica no interior foi provavelmente construída no século XI, durante o período islâmico. Segundo o artigo de 1917 do jornal O Algarve, a «parte interior e posterior do monumento, incluindo a capela, é evidentemente obra anterior ao portico; no fecho da abobada está a data de 1757».
A Ermida de Nossa Senhora do Ó foi construída no século XIV, ou XVI, tendo a sua administração ficado a cargo do Compromisso Marítimo de Faro. Ficou ligada a uma imagem de Santa Maria mais antiga, à qual existe uma possível referência  nas Cantigas de Santa Maria, compiladas pelo rei Afonso X de Castela. Em 1532 o Compromisso foi alvo de uma visitação da Ordem de Santiago, estado ainda instalada na ermida de Nossa Senhora do Ó. O edifício foi danificado no Sismo de 1755 e depois reconstruído em 1757, como indicado por uma inscrição na abóbada. Segundo Justino Bivar Weinholtz, muito perto do Arco da Vila terá existido uma igreja do período manuelino, uma vez que nesse local foram descobertas várias vergas de porta e colunas.

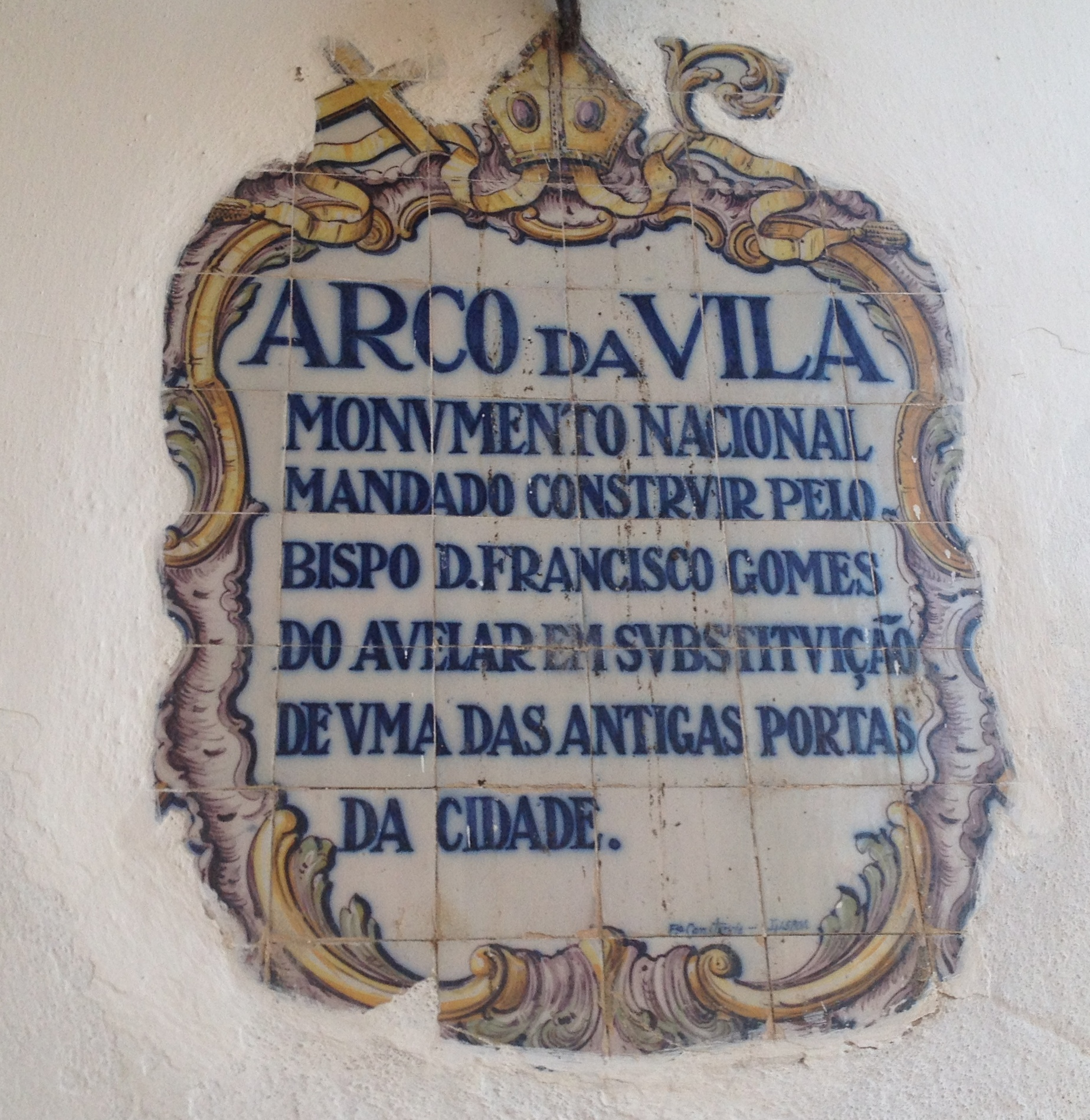
Painel comemorativo da construção da Porta da Vila.

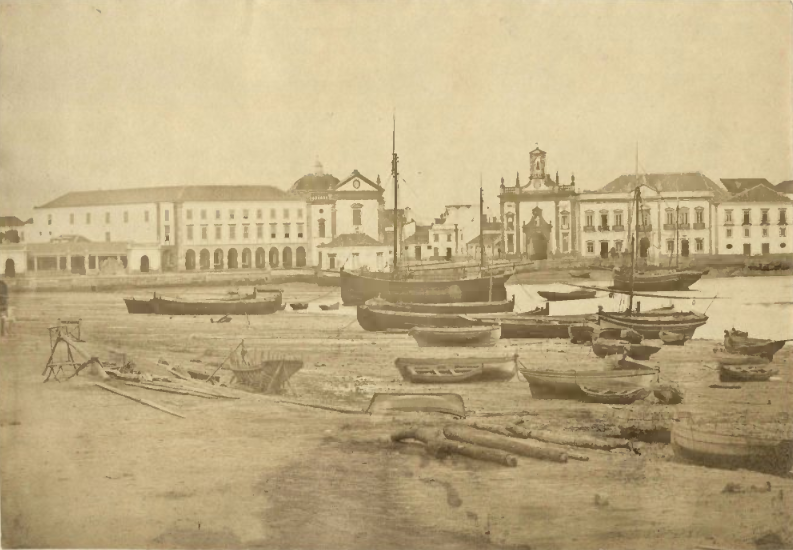
Fotografia de 1880 da área ribeirinha de Faro, sendo o Arco da Vila visível no centro.

### Construção
O monumento foi edificado como parte de um grande programa do Bispo do Algarve, Dom Francisco Gomes do Avelar, para o desenvolvimento da provincia, no sentido de melhorar as condições de vida dos seus habitantes. Depois de ter concluído a primeira fase das obras, nas quais se concentrou principalmente nas vias terrestres, na saúde pública, na assistência e no ensino, iniciou-se a segunda fase, correspondente à renovação estética da cidade de Faro, através da construção do Arco da Vila e da instalação de um porto franco e de abrigo. Neste sentido, contratou um grupo de engenheiros e artistas, destacando-se o arquitecto genovês Francisco Xavier Fabri. No artigo de 1917, refere-se que o Arco da Vila era «talvez a obra mais querida do grande Bispo». Foi inaugurado em 25 de Outubro de 1812. Teve como finalidade promover a sacralização da área histórica de Faro, conhecida como Vila-Adentro, e ao mesmo tempo dar uma nova dignidade à Praça da Rainha, que foi posteriormente renomeada para o Jardim Manuel Bivar. A construção do Arco da Vila levou ao entaipamento parcial da ermida.
No entanto, as obras do porto franco e de abrigo em Faro não chegaram a avançar, uma vez que os fundos tiveram de ser desviados para as fortificações no Rio Guadiana e à manutenção das tropas da região, devido à ameaça das invasões napoleónicas.

### Década de 1910
Foi classificado como Monumento Nacional por um decreto de 16 de Junho de 1910.
Em 5 de Maio de 1912, o jornal O Algarve lamentou a falta de um relógio no Arco da Vila: «Todos os forasteiros que visitam a nossa cidade, notam a falta de um relogio no Arco da Villa, visto ser a praça o ponto central onde todos passam.» Na edição de 20 de Julho de 1913, refere que na sessão municipal do dia 17 foi «lido um oficio do sr. Aurelio da Fonseca Romero, relojoeiro estabelecido em Lisboa, fazendo uma proposta para a collocação d'um relogio na torre do Arco da Villa, de que já a imprensa se tem ocupado. O sr. presidente, apreciando esta proposta, diz ser da maxima conveniencia que no Arco da Vila haja um relogio, sendo todos concordes, ficando o assunto para ser estudado devidamente».
Em 7 de Outubro de 1915, o jornal O Algarve criticou as condições em que se encontrava a frontaria do Arco da Vila, devido à falta de caiação. Na sua edição de 9 de Janeiro de 1916, o jornal O Algarve denunciou que estavam a ser feitas obras para a abertura de uma janela no Arco da Vila: «Quem, na ultima quarta feira, passava pelo Arco da Vila, surpreendia-se a ver uns pedreiros a abrir uma janela, ao lado do governo civil, janela que deve servir para dar luz a uma casa que está em obras, destinada á instalação da filial da Caixa Geral dos Depositos. Não sabemos se a camara se pronunciou já sobre o assunto; se deu a sua aprovação a tal vandalismo, merece a nossa mais vehemente censura e, decerto, a de todos os farenses, que não hão de gostar que se inutilise, por aquela forma, um dos poucos monumentos historicos que temos. Se ainda não disse de sua justiça, de esperar é que não dê a sua aprovação. Nós ficamos de atalaia para dizermos algo sobre o caso, não deixando de, desde já, apelar para a comissão do Instituto Arqueológico, que salvo melhor opinião, deve intervir no assunto». Apesar das críticas, foi concluída a obra da janela no interior do arco, como referido na edição de 13 de Fevereiro desse ano: «Convidamos todos os municipes, que têm n'alguma conta a estetica da cidade, a irem ver aquela linda obra, que, com o consentimento da Camara, se acaba de fazer dentro do Arco da Vila. Aquilo é tudo o quanto ha de mais feio e improprio d'uma cidade que quer ter fóros de civilisada e pretende ser visitada. Aquela janela de grades, sem gosto algum, faz lembrar um calabouço para prisões preventivas, faltado só o detido com a alcofinha na mão a pedir esmola. [...] E querem os nossos leitores saber para que serve a lindissima janela? Para dar luz a uma sentina!!!».
O artigo publicado pelo jornal O Algarve em 1917 refere que «o monumento é majestoso, enquanto já não se possa apreciar bem na sua grandeza, por terem tido o mau gosto de o encravar entre dois vulgarissimos e desmesurados edificios», e acrescenta que nessa época já se encontrava em más condições de conservação: «por outra parte infelizmente está em mau estado de conservação artistica. Na parte de alvenaria o reboco em certos sitios caiu, estando já o tejolo [sic] á vista; entende-se que o conserto é caiar; caia-se então o monumento, á moda da terra, com um pincel de esparto, á çapatada, salpicando e sujando as cantarias; dentro do arco os mestres caiadores entendem que a caiação exige um roda pé.» O artigo enumera também as várias alterações e adições que tinham sido feitas ao monumento: «Na fachada, as janelas superiores teem agora caixilhos com vidraças e as inferiores teem ripinhas pintadas de cinzento. Junto ás pilastras cravaram dois consolos para a luz electrica, cartazes e anuncios por fora e dentro do arco conspurcam as paredes. E, sobre o monumento, alguem colocou ha anos, um enorme mastro com cordas e... com o camaroeiro em dias de vendaval. Para remate, abriram-lhe agora dentro do arco um pesado, disforme e vergonhoso janelão».
Em 2 de Junho de 1918, o jornal O Sul noticiou que o Instituto Arqueológico do Algarve decidiu pedir à Câmara Municipal para transferir os livros que então se encontravam na Capela de Nossa Senhora do Ó, sobre o Arco da Vila, para a Biblioteca Municipal, uma vez que ali estavam armazenados em más condições. Em 14 de Setembro de 1919, o jornal O Algarve reportou que iria ser instalado um relógio com mostrador luminoso na fachada do Arco da Vila, que foi oferecido pelo empresário António dos Santos Fonseca. Este melhoramento há muito que era pedido, mas não tinha sido realizado devido à falta de recursos por parte da Câmara Municipal de Faro. Na edição de 19 de Outubro desse ano, o jornal refere que tinha sido retirado o mastro de sinais no topo do Arco da Vila, principalmente devido à planeada instalação do relógio, mas também porque as vibrações provocadas pelo vento estavam a danificar o arco, além que os sinais de temporais eram normalmente içados tarde de mais, perdendo assim a sua utilidade.

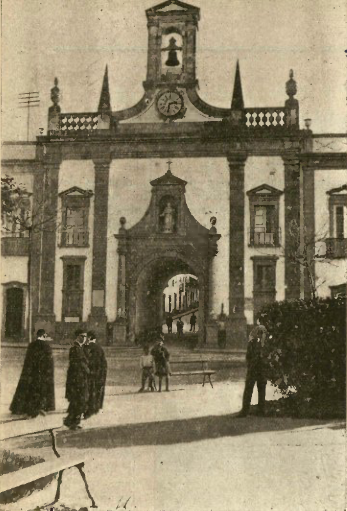
Fotografia do Arco da Vila, publicada na revista Algarve Pitoresco em 1935.

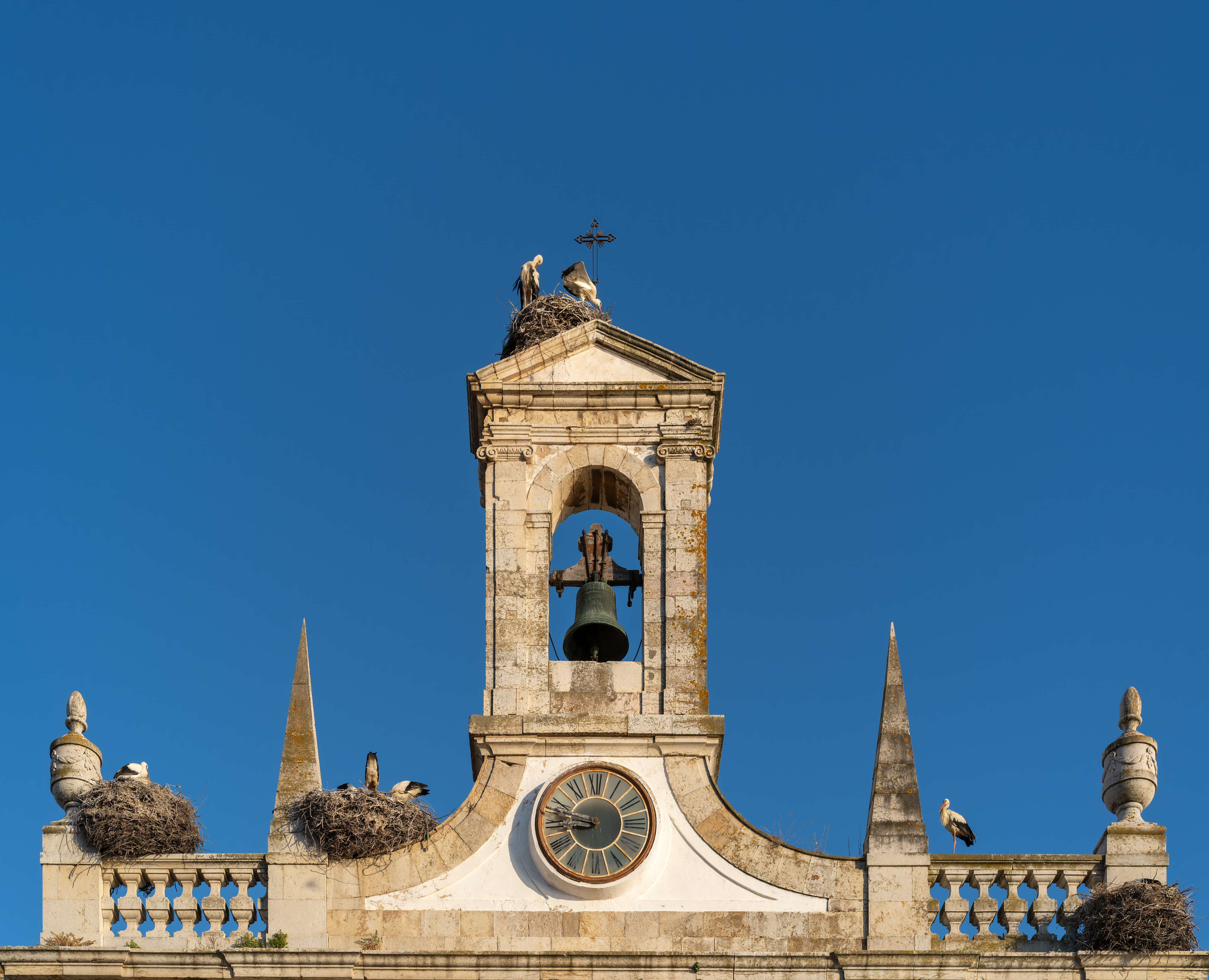
Pormenor do relógio e do campanário.

### Década de 1920
Em 8 de Agosto de 1920, o jornal O Algarve noticiou que «o magestoro [sic] Arco da Vila já tem os andaimes para se proceder a uma grande reparação de que ha muitos anos carece. A ocasião é aproveitada para ser colocado o mostrador luminoso para o relogio que o nosso conterraneo sr. Antonio dos Santos Fonseca ofereceu a cidade de Faro». Porém, em 21 de Novembro o mesmo jornal alertou para as condições de ruína em que se encontrava o monumento: «De ha muito que se nota que a arcada que sustenta o sino do Arco da Vila ameaça desmoronar. Quem passa junto desse Arco repara facilmente que ao centro da platibanda do Arco da Vila se ergue uma arcada onde gira o sino, construida em cantaria, terminando por um frontão tambem de cantaria. Esta ultima parte está desconjuntada devido aos pés direitos da referida arcada terem desaprumado, pois que a alvenaria que lhe servia de base abateu ou diluiu com a acção do tempo. A manter-se a arcada naquela posição, com um frontão de demasiado peso sobre ela, certamente que as proximas invernias farão desmoronar toda a cantaria com graves consequências para o edificio e transeuntes. Segundo a opinião de um entendido com que conversámos, seria conveniente apear desde já o frontão e ver se é possível levar os pés direitos da arcada ao seu logar. Com o fim de estudar devidamente o estado actual da torre do Arco da Vila, a camara municipal convidou para hoje varios mestres de obras desta cidade que farão um minucioso exame á obra mandada construir pelo inolvidavel prelado D. Francisco Gomes».
O relógio foi inaugurado no dia 1 de Dezembro desse ano, tendo o jornal O Algarve de 5 de Dezembro descrito a cerimónia de inauguração: «o nosso relógio já lá está, muito limpo, vistoso e ufano no cimo do magestoso Arco da Vila, ao qual estão ligadas velhas e honrosas tradições. Teve a homenagem condigna de inauguração no dia da Restauração de Portugal e deu solenemente as suas 3 horas nesse momento especial da sua existencia de objecto util».
Em 1926 o relógio era mantido pelo artista José Eduardo Coelho, que também era responsável pelo relógio da Igreja do Carmo.
O sino era tocado como sinal de alarme, tendo por exemplo tocado em 10 de Outubro de 1920, devido a um incêndio na casa de um pirotécnico, e 11 de Setembro de 1926, para alertar a população acerca de um incêndio numa fábrica de cortiça na área do Bom João. No dia 9 de Fevereiro de 1925, um membro de um comissão local usou o sino como pretexto para reunir uma multidão, de forma a participarem num comício contra o governo.

### Décadas de 1960 a 1990
Em 29 de Maio de 1960, o jornal Noticías do Algarve anunciou que no dia 12 de Junho estava prevista a cerimónia de descerramento de uma lápide comemorativa na face posterior do Arco da Vila, como parte do programa das comemorações henriquinas no Algarve.
A Direcção-Geral dos Edifícios e Monumentos Nacionais promoveu obras de restauro em 1968, durante as quais foram reconstruídos alguns rebocos. Em 28 de Fevereiro de 1969 o Arco da Vila foi atingido por um sismo de grandes dimensões, tendo a figura de São Tomás de Aquino descaído, sem chegar a cair, e a parte posterior do relógio caiu para cima de um telhado, danificando várias telhas. A estátua foi pouco depois recolocada na sua base pelos bombeiros municipais. Os trabalhos de reparação foram feitos ainda nesse ano, e incluíram as cantarias da torre sineira, que estava em risco de cair, tendo sido igualmente instalado betão armado nos linteis e pilares, para reforçar a estrutura. Foi também reposto o relógio e a máquina, que tinham sido removidos na sequência do sismo. Em 1992 o monumento foi alvo de obras por parte da Câmara Municipal de Faro. Nessa década foi removida a camada de argamassa que cobria a abóbada, no corredor dentro do arco, obra que foi feita por motivos de estética, mas que deixou os tijolos da abóbada expostos aos efeitos do clima, levando à sua deterioração.

### Século XXI
Em 1 de Dezembro de 2015 foi inaugurado o Centro Interpretativo do Arco da Vila, situado no interior do monumento, e que tem como propósito divulgar a história de Faro. Nos inícios da década de 2020 o Arco da Vila estava a sofrer de graves problemas de conservação, fazendo parte da lista de monumentos prioritários para receberem obras de restauro, por parte da antiga Direcção Regional de Cultura do Algarve. Em 22 de Novembro de 2023 foi assinado um contrato entre o Município de Faro e o Fundo de Salvaguarda do Património Cultural, para o financiamento da obra de consolidação estrutural do Arco da Vila, no âmbito do Plano de Recuperação e Resiliência. Em 1 de Outubro de 2024, o jornal Barlavento noticiou que já se tinham iniciado os trabalhos de recuperação do Arco da Vila, que iriam incidir sobre os vários elementos, como as coberturas, cantarias, vãos, escadas, placas, painéis, sino, cruz, e o relógio. Previa-se igualmente a reposição do reboco sobre o tijolo da abóbada, que tinha sido removido nos finais do século XX, para deixar o tijolo à vista.

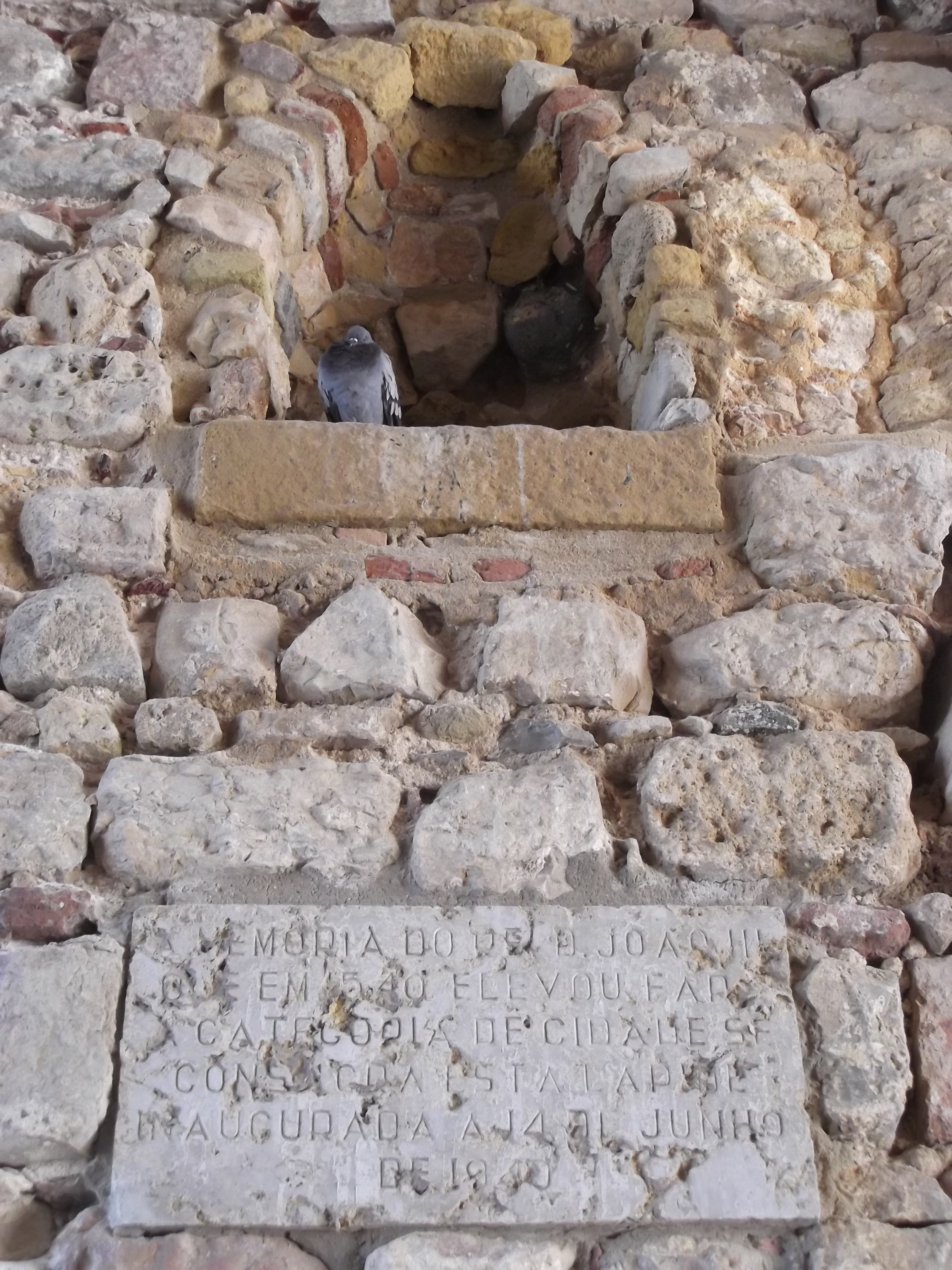
Nicho e placa comemorativa da elevação de Faro a cidade em 1540, por D. João III.

## Leitura recomendada
- CARREGA, Jorge; LAGE, Bruno (2019–2022). Anais da União das Freguesias de Faro (Sé e São Pedro). 4 volumes. Faro: União das Freguesias de Faro (Sé e S. Pedro)
- CARREGA, Jorge; LAGE, Bruno (2020). Faro, cidade e património: guia fotográfico. Faro: União das Freguesias de Faro (Sé e S. Pedro). ISBN 978-989-33-0787-8
- LAMEIRA, Francisco I. C. (1995). Faro Edificações Notáveis. Faro: Câmara Municipal de Faro
- RODRIGUES, Tânia (2016). Faro na época moderna: do urbanismo à arquitectura. Olhão: Sul, Sol, e Sal. ISBN 978-989-99481-2-9